# Djata Fluctus
Djata Fluctus is een lavastroom op de planeet Venus. Djata Fluctus werd in 1997 genoemd naar Djata, watergodin van het Ngaju-volk (Kalimantan, Indonesië).
De fluctus heeft een lengte van 280 kilometer en bevindt zich in het quadrangle Lakshmi Planum (V-7).